# Phalera septentrionalis
Phalera septentrionalis är en fjärilsart som beskrevs av Sergius G. Kiriakoff 1962. Phalera septentrionalis ingår i släktet Phalera och familjen tandspinnare. Inga underarter finns listade i Catalogue of Life.